# Body Language (Kid Ink)
Body Language è un singolo del rapper statunitense Kid Ink, pubblicato nel 2015 ed estratto dall'album Full Speed. Il brano si avvale della collaborazione dei cantanti statunitensi Usher e Tinashe.

## Tracce
- Download digitale

1. Body Language (feat. Usher & Tinashe) – 3:28